# Quercusia bellus
Quercusia bellus är en fjärilsart som beskrevs av Gerhard 1853. Quercusia bellus ingår i släktet Quercusia och familjen juvelvingar. Inga underarter finns listade.